# Тета Південного Трикутника
Тета Південного Трикутника (лат. θ Trianguli Australis, скорочено θ TrA) — зірка у сузір'ї Південного Трикутника, розміщена на відстані близько 328 а.о. (101 парсек) від Сонця. Її видима величина рівняється +5.5, що значить що її можна побачити на нічному небі неозброєним оком.

## Властивості
θ Південного Трикутника — жовтий гігант спектрального класу G9 III з ефективною температурою поверхні близько 4900 К. Її радіус у 11.3 разів більший за сонячний.